# أحمد الذهبي بن إسماعيل
أحمد بن إسماعيل (1677 – 1729) تولى الحكم في المغرب بعد وفاة والده إسماعيل بن الشريف سنة 1727 م. بويع بعد وفاة أبيه سنة (1139 هـ)، فبسط يده في العطاء للناس حتى عرف بالذهبي. اتخذ مدينة مكناس غربي فاس عاصمة له، وبعد توليته قتل كثيرًا من عمال أبيه وأركان دولته.
كان ضعيف الإرادة، يستشير عبيده في أغلب شؤونه، فتسلطوا على الناس حتى ضج أهل فاس وثاروا على السلطان سنة 1140 هـ فنقضوا بيعته، وتبعهم أهل مكناسة فقبضوا عليه، وبايعوا أخاه عبد الملك بن إسماعيل.
قام عبد الملك بنفى أخيه أحمد إلى سجلماسة، ولكن العبيد أتباع أحمد انقضوا على عبد الملك ففر إلى فاس، وأعيد إلى الحكم وجددت له البيعة. جهز أحمد جيشًا حاصر به مدينة فاس خمسة أشهر، وكان عبد الملك قد استولى عليها فدخلها أحمد وقبض على أخيه، وعاد به إلى مكناس، ومرض أحمد مرض الموت فأمر بخنق أخيه فخنق.

## وفاته
توفى أحمد بعد موت أخيه بثلاثة أيام متأثرا بمرض السل وذلك سنة 1729.
| قبله: إسماعيل بن علي الشريف | سلطان المغرب 1728 - 1727 | بعده: عبد الملك بن إسماعيل |

| قبله: عبد الملك بن إسماعيل | سلطان المغرب 1729 - 1728 | بعده: عبد الله بن إسماعيل |